# 富文站
富文站位于福建省南平市顺昌县大干镇富文村，建于1956年。距鹰潭站211公里，距厦门站492公里。现为四等站。客运办理旅客乘降，不办理行李包裹托运，不办理货运业务。